# Ascania (Schiff, 1925)
Die Ascania (II) war ein 1925 in Dienst gestellter Ozeandampfer der britischen Reederei Cunard Line, der als Royal Mail Ship im Passagier- und Postverkehr zwischen Großbritannien und Kanada eingesetzt wurde. Sie blieb bis 1956 im Dienst und wurde im Jahr darauf in Wales abgewrackt.

## Das Schiff
Das 14.013 BRT große, aus Stahl gebaute Dampfturbinenschiff Ascania war eins von sechs Schwesterschiffen der „A“-Klasse, die die Cunard Line in der ersten Hälfte der 1920er in Dienst stellten. Die anderen waren die Ausonia (II), die Andania (II), die Aurania (III), die Antonia und die Alaunia (II).
Sie wurde bei Armstrong-Whitworth & Co. Ltd. in High Walker gebaut und lief am 20. Dezember 1923 vom Stapel. Wegen ansteigender Baukosten wurde das Schiff aber erst 17 Monate später fertiggestellt. Das 163,98 Meter lange und 19,90 Meter breite Passagier- und Postschiff hatte einen Schornstein, zwei Masten und zwei Propeller und wurde von Dampfturbinen angetrieben, die 8500 Shaft Horsepower (SHP) leisteten. Die Höchstgeschwindigkeit lag bei 15 Knoten. Das Schiff konnte 500 Passagiere in der Kabinenklasse und 1200 in der Dritten Klasse befördern.
Am 22. Mai 1925 lief die Ascania in Southampton zu ihrer Jungfernfahrt nach Quebec und Montreal ab. Dies blieb während ihrer Dienstzeit ihre angestammte Route. Im Sommer wurden Quebec und Montreal angelaufen, während in der Wintersaison aufgrund des vereisten Sankt-Lorenz-Stroms Halifax angesteuert wurde. Im Juli 1927 wurden ihre Passagierunterkünfte in Kabinenklasse, Touristenklasse und Dritte Klasse aufgeteilt (im März 1939 wurde die Touristenklasse wieder abgeschafft). Am 14. Dezember 1934 gelang es der Ascania insgesamt neun Besatzungsangehörige des sinkenden britischen Frachtdampfers Usworth zu retten, der im Nordatlantik in einem starken Sturm in Seenot geraten war; 17 Menschen gingen mit der Usworth unter.

## Kriegseinsatz
Am 12. August 1939 legte die Ascania in Southampton zu ihrer letzten Fahrt in Friedenszeiten ab. Am 4. September 1939, kurz nach Beginn des Zweiten Weltkrieges, wurde sie von der britischen Admiralität für den Dienst als Hilfskreuzer (Armed Merchant Cruiser) angefordert und entsprechend umgebaut. Sie wurde mit acht 152-mm-Geschützen und zwei 76-mm-Geschützen ausgerüstet und mit der taktischen Kennung F68 am 16. Oktober 1939 in Dienst gestellt. Sie diente bei der Halifax Escort Force und später bei der North Atlantic Escort Force als Geleitschiff. Von November 1941 bis September 1942 diente sie in der Neuseeland-Station.
Am 29. Oktober 1942 wurde sie dem Vereinigten Königreich rücküberstellt und kam unter die Kontrolle des Ministry of War Transport (MoWT). 1943 wurde das Schiff in ein Landungsfahrzeug umgewandelt und nahm als solches an der Operation Husky (Juli/August 1943), der Operation Shingle (Januar 1944) und der Operation Dragoon (August/September 1944) teil.

## Nach dem Krieg
Am 20. Dezember 1947 nahm die Ascania ihren zivilen Liniendienst auf der Route von Southampton nach Halifax wieder auf. Im Herbst 1949 wurde das Schiff runderneuert und mit Unterkünften für 200 Passagiere Erster Klasse und 500 in der Touristenklasse versehen. Durch die Umbauten erhöhte sich die Tonnage auf 14.440 BRT. Am 21. April 1950 kehrte die Ascania auf ihre ursprüngliche Route von Southampton nach Quebec und Montreal zurück. Ab dem 30. September 1955 wurde zusätzlich Le Havre als Zwischenstopp vor der Atlantiküberquerung angesteuert. Am 26. Oktober 1956 lief die Ascania zu ihrer letzten Linienfahrt aus. Danach wurde sie noch für eine Truppenfahrt nach Zypern verwendet. Am 30. Dezember 1956 fuhr sie von Southampton nach Newport in Wales, wo sie am 1. Januar 1957 eintraf und anschließend bei John Cashmore Ltd. abgewrackt wurde.
Die Schiffsglocke der Ascania und ein Modell, das das Innenleben des Schiffs zeigt, sind heute dauerhaft im Maritime Museum of the Atlantic in Halifax ausgestellt.